# Peter David Gregory Smith
Peter David Gregory Smith (Londra, 21 ottobre 1943 – Londra, 6 marzo 2020) è stato un arcivescovo cattolico britannico.

## Biografia
Peter David Gregory Smith nacque a Battersea, a Londra, il 21 ottobre 1943.

### Formazione e ministero sacerdotale
Frequentò il Clapham College, un liceo cattolico maschile, e poi conseguì la laurea in giurisprudenza all'Università di Exeter. Studiò filosofia e teologia nel seminario interdiocesano "San Giovanni" di Wonersh.
Il 15 luglio 1972 fu ordinato presbitero per l'arcidiocesi di Southwark nella chiesa di San Giovanni del seminario di Wonersh da monsignor Cyril Conrad Cowderoy. In seguito fu vicario parrocchiale della parrocchia di San Francesco a Stockwell dal 1972 al 1974. Nel 1974 fu inviato a Roma per studi. Nel 1977 conseguì il dottorato in diritto canonico presso la Pontificia università "San Tommaso d'Aquino". Tornato in patria fu professore di diritto canonico nel seminario di Wonersh e officiale del tribunale matrimoniale arcidiocesano di Southwark dal 1977 al 1984; parroco della parrocchia di Sant'Andrea a Thornton Heath, Londra, dal 1984 al 1985 e rettore del seminario di Wonersh dal 1985.

### Ministero episcopale
Il 21 marzo 1995 papa Giovanni Paolo II lo nominò vescovo di East Anglia. Ricevette l'ordinazione episcopale il 27 maggio successivo nella cattedrale di San Giovanni Battista a Norwich dal cardinale George Basil Hume, arcivescovo metropolita di Westminster, co-consacranti l'arcivescovo metropolita di Southwark Michael George Bowen e il vescovo emerito di East Anglia Alan Charles Clark. Durante la stessa celebrazione prese possesso della diocesi.
Nel 1998 fu costretto a ritirare su richiesta della Santa Sede l'imprimatur che aveva concesso nel 1994 a un libro educazione religiosa.
Nel settembre del 2000 fu uno degli otto membri del Nolan Review, un comitato incaricato di proporre linee guida sulla protezione dei minori contro gli abusi sessuali nella Chiesa. Il rapporto venne pubblicato in due fasi, ad aprile e a settembre del 2001.
Il 26 ottobre 2001 lo stesso papa Giovanni Paolo II lo nominò arcivescovo metropolita di Cardiff. Succedette a monsignor John Aloysius Ward, accusato di non aver gestito accuratamente i casi di due preti accusati di abusi sessuali. Riguardo a questi casi, Smith dichiarò di "voler aiutare le persone a fasciare le ferite e portarle alla guarigione".
Il nuovo arcivescovo si impegnò ad applicare le linee guida della Nolan Review nella sua nuova diocesi e costituì un'equipe per la protezione dei minori in collaborazione con la polizia. Citando anche l'esempio di papa Giovanni Paolo II, disse che gli sembrava opportuno che i giovani avessero esperienze di vita nel mondo prima di impegnarsi nel sacerdozio e di dedicarsi al celibato.
Nel gennaio del 2010 compì la visita ad limina.
Il 30 aprile 2010 papa Benedetto XVI lo nominò arcivescovo metropolita di Southwark. Succedette a monsignor Kevin John Patrick McDonald dimessosi per problemi di salute. Prese possesso dell'arcidiocesi il 10 giugno successivo.
Dal 4 ottobre 2014 al 21 marzo 2015 fu anche amministratore apostolico di Arundel e Brighton.
Il 28 ottobre 2015 aprì il nuovo Saint Jude Information Center in occasione del 60º anniversario del santuario di San Giuda. Nel 2016 padre Kevin Alban lo nominò membro della Guild Life.
Nel marzo del 2015 fu sentito dalla Southwark Crown Court in quanto era uno dei due vescovi responsabili di aver permesso ad Antony McSweeney di essere nominato sacerdote nella diocesi di East Anglia a seguito di un incidente nel 1998 in cui "una governante trovò ciò che disse essere immagini pornografiche a casa sua [di McSweeney]". Il fatto fu considerato da Smith come un incidente sulla disciplina del clero e non lo comunicò alla polizia. McSweeney in seguito fu incarcerato per aver abusato di ragazzi nella casa dei bambini di Grafton House tra il 1978 e il 1981.
Nel settembre del 2018 compì una seconda visita ad limina.
Dal 30 aprile 2009 al maggio del 2019 fu vicepresidente della Conferenza episcopale di Inghilterra e Galles. In seno alla stessa fu anche presidente del dipartimento per la responsabilità e la cittadinanza dei cristiani.
Il 10 giugno 2019 papa Francesco accettò la sua rinuncia al governo pastorale dell'arcidiocesi per raggiunti limiti di età. Continuò a reggere la diocesi come amministratore apostolico fino all'ingresso in diocesi del suo successore, il 25 luglio 2019.
Fu anche presidente della Catholic Truth Society dal 1993 al 2007 e del Central Religious Advisory Committee (CRAC) della BBC e dell'ITC dal 2001 al 2004. Nel 2002 venne nominato prelato e cappellano del Venerabile Ordine di San Giovanni.
Ricevette lauree honoris causa dal St Edmund's College dell'Università di Cambridge nel 1997; dall'Università del Galles a Lampeter nel 2004 e dall'Università di Cardiff nel 2006.
Morì al Royal Marsden Hospital di Chelsea, a Londra, il 6 marzo 2020 all'età di 76 anni per un cancro da poco diagnosticato. La salma fu benedetta in forma strettamente privata a causa della pandemia di COVID-19 il 30 marzo nella cattedrale di San Giorgio a Southwark. Al termine del rito fu sepolto nella cripta dello stesso edificio.

## Opinioni

### Eutanasia
Nel dicembre del 2004 monsignor Smith interviene nel dibattito parlamentare sull'introduzione del testamento biologico, uno strumento mediante il quale una persona può decidere in anticipo quali azioni intraprendere in caso di malattia che lo renda incapace di prendere decisioni. Il disegno di legge includeva anche la possibilità di dare a qualcuno una procura per prendere questo tipo di decisione. L'arcivescovo si oppose, temendo da un lato che ciò avrebbe consentito l'introduzione indiretta dell'eutanasia mediante la sospensione delle cure di base, dall'altro che le decisioni prese per procura potessero essere dannose per il paziente. Il dibattito parlamentare fu acceso e il Lord cancelliere Charles Falconer assicurò all'arcivescovo che il governo non intendeva autorizzare una richiesta il cui obiettivo era quello di uccidere il paziente e intendeva menzionare esplicitamente che le richieste devono essere sempre "nell'interesse della persona". L'arcivescovo dichiarò poi che queste precauzioni potevano dissipare le sue obiezioni.

### Unioni tra persone dello stesso sesso
Nel febbraio del 2011 monsignor Smith si oppose fermamente al progetto del governo di coalizione di David Cameron di consentire le unioni di coppie dello stesso sesso nei luoghi di culto. Denunciando un provvedimento che non era mai stato preso in considerazione dal legislatore, l'arcivescovo sottolineò che nessuna autorità, né civile né religiosa, ha il potere di modificare la natura fondamentale del matrimonio che definì in questi termini:
Infatti durante il dibattito parlamentare in merito, il 15 dicembre successivo, il governo assicurò che i chierici non dovevano essere costretti a consentire lo svolgimento di cerimonie di unioni civili. Monsignor Smith si disse disposto ad accogliere con favore l'esito del dibattito a patto che l'interpretazione delle leggi da parte dei giudici considerasse questo tipo di assicurazioni orali.
Il 20 febbraio 2012 monsignor Smith accolse con favore il lancio da parte della coalizione di obiettivi per il matrimonio che mantenevano la definizione tradizionale di matrimonio nella legge inglese. Il l6 marzo successivo, mentre veniva annunciato un piano del governo per legalizzare il matrimonio tra persone dello stesso sesso, monsignor Smith e monsignor Vincent Nichols, arcivescovo di Westminster, svilupparono una risposta concertata della gerarchia cattolica. Questa prese la forma di una lettera che fu letta nelle 2500 chiese cattoliche del paese durante la messa domenicale.

### Libertà religiosa
Nel settembre del 2011 monsignor Smith criticò una serie di decisioni giudiziarie che legittimavano il licenziamento di cristiani che volevano vedere riconosciuto il loro diritto di indossare un simbolo religioso (la croce) o fare valere il diritto all'obiezione di coscienza. Accusò i giudici di interpretare in modo errato le convenzioni sui diritti umani, in un senso troppo restrittivo per le libertà individuali. L'arcivescovo rimproverò in particolare ai tribunali di aver accettato che musulmani e sikh potessero manifestare la loro fede attraverso il loro costume o i loro accessori e di averlo rifiutato ai cristiani con il pretesto che non è essenziale alla pratica della loro fede.

## Genealogia episcopale e successione apostolica
La genealogia episcopale è:
- Cardinale Scipione Rebiba
- Cardinale Giulio Antonio Santori
- Cardinale Girolamo Bernerio, O.P.
- Arcivescovo Galeazzo Sanvitale
- Cardinale Ludovico Ludovisi
- Cardinale Luigi Caetani
- Cardinale Ulderico Carpegna
- Cardinale Paluzzo Paluzzi Altieri degli Albertoni
- Papa Benedetto XIII
- Papa Benedetto XIV
- Papa Clemente XIII
- Cardinale Marcantonio Colonna
- Cardinale Giacinto Sigismondo Gerdil, B.
- Cardinale Giulio Maria della Somaglia
- Cardinale Carlo Odescalchi, S.I.
- Cardinale Costantino Patrizi Naro
- Cardinale Serafino Vannutelli
- Cardinale Domenico Serafini, Cong. Subl. O.S.B.
- Cardinale Pietro Fumasoni Biondi
- Arcivescovo Filippo Bernardini
- Vescovo Franziskus von Streng
- Arcivescovo Bruno Bernard Heim
- Cardinale George Basil Hume, O.S.B.
- Arcivescovo Peter David Gregory Smith

La successione apostolica è:
- Vescovo Paul James Mason (2016)